# Nikolaj Girševič Kapustin
Nikolaj Girševič Kapustin (rusko: Никола́й Ги́ршевич Капу́стин), ukrajinsko-ruski skladatelj in pianist, * 22. november 1937, Gorlivka, Sovjetska zveza, † 2. julij 2020, Moskva.
Kapustin je študiral klavir pri Avrelianu Rubahu (učenec Feliksa Blumenfelda), kompozicijo pa pri Aleksandru Goldenweiserju na Moskovskem konservatoriju. V 50. letih 20. stoletja je začel kariero jazzovskega pianista, skladatelja in aranžerja. 
Slogovno je združil tradicije klasične viruozne klavirske igre in improvizacijski jazz. Njegov opus je obsežen, med najpomembnejše skladbe sodi 6 klavirskih koncertov, 20 sonat, zbirke etud, preludijev, variacij. 
Teoretični fizik Anton Kapustin je njegov sin.